# 崔毅
崔毅（1930年—2019年11月21日），原名赵日惠，男，山东蓬莱人，中国人民解放军中将。

## 生平
1930年生于山东蓬莱。1945年加入中国共产党。1946年入伍。抗日战争时期历任儿童团团长、学联主任等职。第二次国共内战时期历任区副青救会长、干事、见习副政治指导员、连副政治指导员，营部副政治指导员、政治指导员等职。曾参加官庄、贾峰山、五台等战役战斗。1949年中华人民共和国成立后，历任连政治指导员、干事、助理员、副科长、科长、副部长、师政治部主任、副处长、处长，总政治部组织部副部长、部长等职。1988年开始担任国防科工委政治部主任、副政治委员。
1955年被授予大尉军衔，1960年晋升少校，1964年晋升中校，1988年晋升少将，1990年晋升中将军衔。
2019年11月21日在北京病逝。